# 净土寺塔
净土寺塔是一座位于台州市黄岩区北洋镇瑞岩村的元代砖塔，现为浙江省文物保护单位。

## 历史
净土寺塔的来历未见载于黄岩县志等古代文献，但因为塔砖有“瑞岩院僧了性造”以及“至元癸巳”等字样，可以据此初步推定此塔为元代至元癸巳年（1293年）由瑞岩院僧人了性建造。净土寺塔的北侧原本有一座净土寺，据记载，始建于唐代咸通二年(861年)，宋代祥符元年(1008年)赐额，后于清代同治年间（1862年 - 1874年）寺屋遭拆毁移建武庙。另外，有日本僧人在1990年代访问瑞岩净土寺遗址时，称净土寺为佛教日本曹洞宗之祖庭，曾有日本僧人在明代初期居住于此。

## 建筑特点
净土寺塔净高13米，共五层，每层有六面。塔基用方石堆砌而成，塔檐用菱角牙子层层叠涩出檐。第一层每面有尖拱形壸门，其它各层的每面则有壸门形龛。